# SCORE International

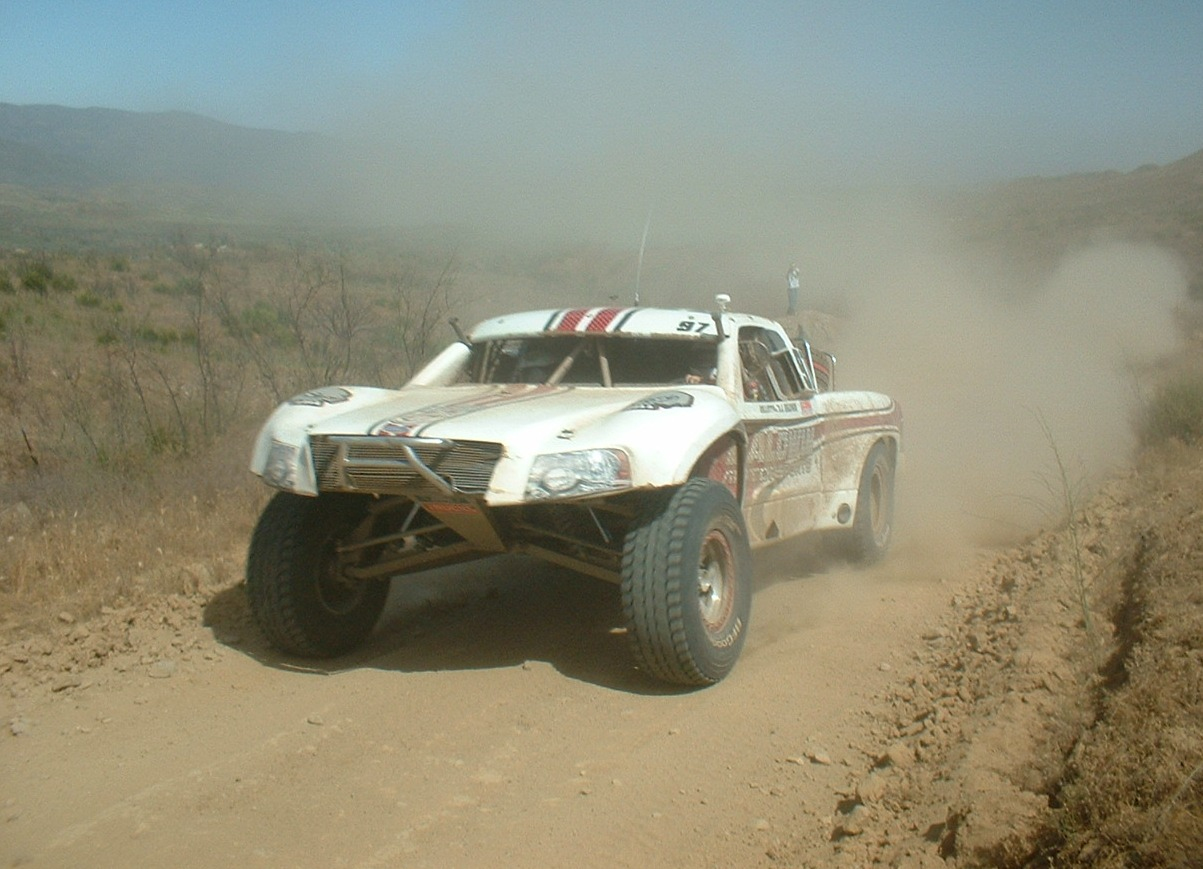
Trophy truck SCORE

SCORE International (Southern California Off Road Enthusiasts) es un organismo sancionador de carreras todoterreno en el deporte de las carreras desérticas y es famoso por las Baja 500, San Felipe 250 y el evento insignia del Comité; la Baja 1000. Para la temporada 2016, la temporada SCORE consistirá en cuatro carreras; todas celebradas en México por primera vez. Fundada por Mickey Thompson en 1973, SCORE International fue comprada a Sal Fish a finales de 2012 y está dirigida por su actual presidente y director de carreras José A. Grijalva, y el gerente general Juan Tintos.
SCORE International licenció un restaurante de hamburguesas (SCORE Baja Burgers & Beer) en Chula Vista, California, Estados Unidos.

## Descripción de la carrera
Los vehículos se liberan de la línea de salida individualmente, en espacios de 60 segundos entre los camiones trofeo y los corredores de clase 1 y luego 30 segundos para todas las demás clases.
Las carreras de Baja California incluyen motocicletas y quads; que comienzan la puesta en escena a las 5:15 a. m. y luego se lanzan alrededor de las 6 a. m. Los vehículos de cuatro ruedas comienzan a liberarse aproximadamente cinco horas más tarde alrededor de las 11 a. m. Los resultados de la carrera se determinan calculando un tiempo de finalización para cada vehículo. El tiempo de finalización de un vehículo puede incluir el tiempo para penalizaciones como exceso de velocidad. Los dispositivos de seguimiento GPS se utilizan para hacer cumplir las regulaciones de velocidad y sanciones en carreteras federales y áreas altamente congestionadas.
Los premios se otorgan para el ganador de cada clase (si termina un vehículo de la clase), así como para un ganador general en todas las clases, en general de cuatro ruedas y motocicleta/ATV en general.
Los puntos se otorgan en función de la posición de finalización de la clase. El corredor con más puntos al final de la temporada es el ganador general de la clase. En la siguiente temporada de carreras, el número de vehículo terminará en dos ceros "00" para indicar a ese corredor como campeón de clase. Como ejemplo, el número de vehículo para el campeón de Clase 1 será 100. El campeón de Trophy Truck puede correr el #1. El orden de salida generalmente se determina mediante un empate aleatorio, excepto cuando se dan salidas preferenciales a aquellos que terminaron en las primeras posiciones en la carrera/temporada anterior, o cuando se mantiene la clasificación. Para los camiones trofeo y los vehículos de clase 1, calificar para la Baja 1000 ahora se lleva a cabo durante SEMA en el Las Vegas Motor Speedway.
A partir de la compra de SCORE por Roger Norman en 2012, los números de vehículos se han asignado permanentemente a cada conductor. Los números 1-9 están reservados para la clasificación de pilotos de años anteriores para las posiciones 1-9 respetuosamente. Los números 10-99 estarán disponibles para asignación. A los conductores que hayan utilizado un número en la temporada de años anteriores se les dará la primera opción para el mismo número en la temporada actual.
SCORE International opera una clase "Ironman" para corredores que completan una carrera sin ningún cambio de conductor. Se dan cintas conmemorativas a cualquier corredor que haya completado una carrera únicamente. La leyenda de Baja California Ivan "Ironman" Stewartfue el primer corredor en completar esta hazaña fenomenal en 1975,capturando su primera victoria en Baja 500 antes de ganar la Baja 1000 de 1976 bajo este formato.
El terreno del curso es principalmente todoterreno en áreas remotas, sin embargo, los segmentos de carretera se utilizan cuando no hay disponible una ruta todoterreno alternativa.
El Dakar Challenge 2015 incluyó el Bud Light SCORE Baja 500 como uno de los eventos dentro de la serie de cinco rondas.
Niveles de clase:
NIVEL PRO 1
- Camión trofeo - Veh #1-99 (Trophy Truck Unlimited)
- Clase 1 - Veh #100-199 (Ilimitado de una o dos plazas)

NIVEL 2 PRO
- TT Spec - Veh #200-299 (Camiones/vehículos utilitarios deportivos, stock, V-8 sellados)
- 10 - Veh #1000-1099 (motor limitado de una o dos plazas)
- 8 - Veh #800-899 (Camiones de tracción a las dos ruedas de tamaño completo)
- Hammer Truck Unlimited- Veh# 4400-4499 (Rock Crawler/Hammer Truck Unlimited)
- Hammer Truck Limited - Veh# 4500-4599 (Rock Crawler/Hammer Truck Limited)
- 5 Ilimitado - Veh #500-549 (Errores ilimitados de Baja California)
- SCORE Lites - Veh #1200-1299 (HDRA Lites-Limited single-1776cc-or two-seaters-1835cc)
- Heavy Metal - Veh #8000-8099 (Camiones de producción abiertos, motores V8)
- 3 - Veh #300-399 (Corto distancia entre ejes 4X4)
- 3000 - Veh #3000-3099 (Clase 78-2, minicamión ilimitado, motor Ecotec de 2.2/2.4 litros)
- 2 - Veh #2000-2099 (rueda abierta ilimitada, coche/camión, turbo de 3,6 litros o sobrealimentado)
- 1/2-1600 - Veh #1600-1699 (individuales o biplazas a 1600cc)
- Trofeo Lite - Veh #6000-6099 (Minicamión ilimitado, motor Ecotec de 2,2/4,4 litros)
- 7 - Veh #700-739 (Producción abierta - Mini Pick-Ups)
- Camión Pro - Veh #1350-1399 (Camiones de Producción Limitada)

NIVEL 3 PRO
- 11 - Veh #1100-1199 (Sedán Stock VW)
- 1700 JeepSpeed - Veh #1700-1799 (Jeep Speed Challenge)
- 3700 JeepSpeed - Veh #3700-3799 (Jeep Speed Cup)
- 5-1600 Ltd - Veh #550-599 (1600cc Baja Bugs)
- 7sx - Veh #740-759 (Minicamiones modificados de stock)
- 9 - Veh #900-999 (distancia entre ejes corta, monoplaza o biplaza)
- Stock completo - Veh #8100-8199 (Camiones de tamaño completo de stock)
- Stock Mini - Veh #760-799 (Mini camiones de stock)
- Pro UTV - Veh #1900-1999 (UTV de aspiración natural)
- Pro UTV FI - Veh #2900-2999 (UTV de inducción forzada)
- Pro UTV Unlimited - Veh #1800-1849 (UTV ilimitados)

DEPORTISTA NIVEL 4
SOLO LAS CLASES "PRO" RECIBEN PAGOS
- Baja Challenge - Veh #BC1-BC99 (Spec coches de ruedas abiertas)
- Camión Sportsman Ltd - Veh #2000-2099
- Camión abierto ilimitado deportista - Veh #1400-1499
- Buggy ilimitado de deportista - Veh #1500-1599
- Sportsman Unlimited UTV - Veh #1850-1899

MOTO Y ATV PRO
- Pro Moto Ironman (Solo) Veh# 700x-799x
- Pro Moto Limited (400cc o menos) Veh# 100x-149x'
- Pro Moto Unlimited (401cc o más) Veh# 1x-49x
- Pro Moto 30 (Montadores mayores de 30 años) Veh# 300x - 349x
- Pro Moto 40 (Riders over 40 años) Veh# 400x-449x
- Pro Moto 50 (Montadores mayores de 50 años) Veh# 500x-549x
- Pro Moto 60 (Montadores mayores de 60 años) Veh# 600x-649x
- Pro Quad (450cc o más) Veh# 1a-49a

DEPORTISTA MOTO Y ATV
SOLO LAS CLASES "PRO" RECIBEN PAGOS
- Sportsman M/C - (cualquier tamaño de motor) Veh# 200x-299x
- Deportista QUAD- '(cualquier tamaño de motor) Veh# 100a-149a

## Clases de vehículos

### Coches y camiones
- SCORE Trophy Truck: Camiones ilimitados de producción abierta.
- SCORE Clase 1: Rueda abierta ilimitada de ruedas individuales o dos plazas.
- SCORE Clase 1/2-1600: Suspensión limitada. Rueda abierta de un solo o dos plazas. (1600cc)
- PUNTUACIÓN Clase 2: Buggy limitado de 3,5 litros.
- SCORE Clase 3: Producción de Jeeps 4x4 de distancia entre ejes corta.
- PUNTUACIÓN Clase 4: Rueda abierta ilimitada de 2,2 litros.
- SCORE Clase 5: Errores ilimitados de Baja California.
- SCORE Clase 5-1600: Baja Bugs. (1600cc)
- SCORE Clase 6: Camiones chasis de tubo motorizado V6
- SCORE Clase 7: Mini camiones abiertos.
- SCORE Clase 7S: Mini camiones de stock. (3000cc)
- SCORE Clase 7SX: Mini camiones modificados. (4000cc)
- SCORE Clase 8: Camiones de dos ruedas motrices de tamaño completo.
- SCORE Clase 9: Distancia entre ejes corta, rueda abierta. monoplaza o dos plazas. (1600cc)
- SCORE Clase 10: Rueda abierta de ruedas individuales o dos plazas. (2000cc)
- SCORE Clase 11: Stock VW Sedans. (1600cc)
- SCORE Lites Clase 12: Rueda abierta limitada VW. Asiento único (1776cc) o biplaza (1835cc).
- SCORE Clase 17: Jeeps modificados 4x4 de producción de distancia entre ejes corta.
- SCORE Stock Full: Stock de camiones de tamaño completo.
- SCORE Stock Mini: Stock mini camiones. (4300cc)
- SCORE Clase M-Truck: vehículo utilitario medio de tracción en las 2 o 4 ruedas con un peso mínimo de 12.000 libras.
- SCORE Baja Challenge: Coches de turismo Baja de ruedas abiertas limitados e idénticos.
- SCORE Sportsman Buggy:
- SCORE Sportsman Truck:
- SCORE Sportsman UTV: 660cc, vehículo utilitario de 4 ruedas.
- ProTruck: Camiones de producción limitada gobernados por la Baja ProTruck Off-Road Race Series

### Motocicletas
- SCORE Clase 20: 125cc o menos motocicletas de dos tiempos y 250cc o menos motocicletas de cuatro tiempos.
- PUNTUACIÓN Clase 21: 126cc a 250cc.
- PUNTUACIÓN Clase 22: 250cc o más.
- PUNTUACIÓN Clase 30: Jinetes mayores de 30 años.
- SCORE Clase 40: Jinetes mayores de 40 años.
- SCORE Clase 50: Jinetes mayores de 50 años.
- SCORE Clase 60: Jinetes mayores de 60 años.

### ATV
- PUNTUACIÓN Clase 24: 250cc o menos.
- PUNTUACIÓN Clase 25: 251cc o más.
- SCORE Clase 26: ATV de utilidad limitada

## Corredores notables
- Johnny Campbell (11x ganador de Baja 1000)
- Lenny Giger (motoXracer) Clase 21 250-pro 1981 y 1982 de vuelta 2 ganador del campeonato mundial con velocidad récord y tiempo promedio de vuelta
- Walker Evans
- Rod Hall
- Rod Millen
- Jimmie Johnson
- Robby Gordon
- Parnelli Jones
- Rob MacCachren
- Don McBride
- Corky McMillin
- Steve McQueen
- Gunnar Nilsson
- Larry Ragland
- Larry Roeseler
- Iván Stewart
- Mickey Thompson
- Buques Frank "Scoop"
- Ak Miller Whittier, California (Ford Ranchero)
- A.C. Bakken / Mitch Mayes 1973
- Larry Bergquist / Gary Preston 1968
- J.N. Roberts / Malcolm Smith 1972
- BJ Baldwin
- Bobby Baldwin
- Marc Coma
- Paul Newman
- John Langley
- Mike "Mouse" McCoy
- Apdaly López